# Nicole Schmid
Nicole Schmid ist eine ehemalige deutsche Schauspielerin.

## Leben
Ihre erste Fernsehrolle bekam Schmid in der Fernsehserie Forsthaus Falkenau als Ricarda „Rica“ Rombach. Sie verkörperte die Rolle von 1989 bis 2006 in insgesamt 144 Episoden sowie zwei Weihnachtsspecials (Das größte Fest des Jahres – Weihnachten bei unseren Fernsehfamilien). Anfänglich war nur eine Staffel geplant. Als die Fernsehserie aufgrund ihres Erfolges regelmäßig verlängert wurde, wechselte Schmid auf eine Privatschule, um Schauspiel und Schule noch miteinander vereinbaren zu können. 1998 war sie in zwölf Episoden der Seifenoper Marienhof zu sehen.
Parallel zu ihrem Schauspiel absolvierte Schmid eine Ausbildung zur Friseurin.

## Filmografie
- 1989–2006: Forsthaus Falkenau (Fernsehserie, 144 Episoden)
- 1991: Das größte Fest des Jahres – Weihnachten bei unseren Fernsehfamilien (Fernsehfilm)
- 1995: Das größte Fest des Jahres – Weihnachten bei unseren Fernsehfamilien (Fernsehfilm)
- 1998: Marienhof (Fernsehserie, 12 Episoden)